# Lijst van voetbalinterlands Frankrijk - IJsland
Deze lijst van voetbalinterlands is een overzicht van alle officiële voetbalwedstrijden tussen de nationale teams van Frankrijk en IJsland. De landen speelden tot op heden vijftien keer tegen elkaar. De eerste ontmoeting, een kwalificatiewedstrijd voor het Wereldkampioenschap voetbal 1958, werd gespeeld in Nantes op 2 juni 1957. Het laatste duel, een kwalificatiewedstrijd voor het Europees kampioenschap voetbal 2020, vond plaats op 11 oktober 2019 in Reykjavik.

## Wedstrijden
| №  | Plaats       | Datum             | Competitie           | Wedstrijd           | Uitslag |
| -- | ------------ | ----------------- | -------------------- | ------------------- | ------- |
| 1  | Nantes       | 2 juni 1957       | WK 1958 kwalificatie | Frankrijk – IJsland | 8 – 0   |
| 2  | Reykjavik    | 1 september 1957  | WK 1958 kwalificatie | IJsland – Frankrijk | 1 – 5   |
| 3  | Reykjavik    | 25 mei 1975       | EK 1976 kwalificatie | IJsland – Frankrijk | 0 – 0   |
| 4  | Nantes       | 3 september 1975  | EK 1976 kwalificatie | Frankrijk – IJsland | 3 – 0   |
| 5  | Reykjavik    | 10 september 1986 | EK 1988 kwalificatie | IJsland – Frankrijk | 0 – 0   |
| 6  | Parijs       | 29 april 1987     | EK 1988 kwalificatie | Frankrijk – IJsland | 2 – 0   |
| 7  | Reykjavik    | 5 september 1990  | EK 1992 kwalificatie | IJsland – Frankrijk | 1 – 2   |
| 8  | Parijs       | 20 november 1991  | EK 1992 kwalificatie | Frankrijk – IJsland | 3 – 1   |
| 9  | Reykjavik    | 5 september 1998  | EK 2000 kwalificatie | IJsland – Frankrijk | 1 – 1   |
| 10 | Saint-Denis  | 9 oktober 1999    | EK 2000 kwalificatie | Frankrijk – IJsland | 3 – 2   |
| 11 | Valenciennes | 27 mei 2012       | Vriendschappelijk    | Frankrijk – IJsland | 3 – 2   |
| 12 | Saint-Denis  | 3 juli 2016       | EK 2016              | Frankrijk – IJsland | 5 – 2   |
| 13 | Guingamp     | 11 oktober 2018   | Vriendschappelijk    | Frankrijk – IJsland | 2 – 2   |
| 14 | Saint-Denis  | 25 maart 2019     | EK 2020 kwalificatie | Frankrijk – IJsland | 4 – 0   |
| 15 | Reykjavik    | 11 oktober 2019   | EK 2020 kwalificatie | IJsland – Frankrijk | 0 – 1   |
| 16 |              | 9 september 2025  | WK 2026 kwalificatie | Frankrijk − IJsland |         |
| 17 |              | 13 oktober 2025   | WK 2026 kwalificatie | IJsland − Frankrijk |         |

## Samenvatting
| Competitie        | Totaal gespeeld | Winst Frankrijk | Gelijk | Winst IJsland | Doelsaldo Frankrijk – IJsland |
| ----------------- | --------------- | --------------- | ------ | ------------- | ----------------------------- |
| WK-kwalificatie   | 2               | 2               | 0      | 0             | 13 − 1                        |
| EK-eindronde      | 1               | 1               | 0      | 0             | 5 − 2                         |
| EK-kwalificatie   | 10              | 7               | 3      | 0             | 19 − 5                        |
| Vriendschappelijk | 2               | 1               | 1      | 0             | 5 − 4                         |
| Totaal            | 15              | 11              | 4      | 0             | 42 − 12                       |

## Details

### Eerste ontmoeting
| WK 1958 kwalificatie (Nantes, Frankrijk, 2 juni 1957):                                                                                             |       |         |
| Frankrijk | 8 – 0 | IJsland |
| Célestin Oliver 6' Célestin Oliver 11' Jean Vincent 29' René Dereuddre 36' Roger Piantoni 45' Saïd Brahimi 49' Roger Piantoni 81' Jean Vincent 83' | goals |         |
| - Debuut van Saïd Brahimi (Toulouse FC) voor Frankrijk. - Debuut van Dagbjartur Grímsson (Fram Reykjavík) voor IJsland.                            |       |         |

### Tweede ontmoeting
| WK 1958 kwalificatie (Reykjavik, IJsland, 1 september 1957):                                     |       |                                                                                                   |
| IJsland                                                                                          | 1 – 5 | Frankrijk                                                                                         |
| Þórður Jónsson 64'                                                                               | goals | 29' Thadée Cisowski 32' Thadée Cisowski 48' Joseph Ujlaki 53' Maryan Wisniewski 66' Joseph Ujlaki |
| - Debuut van Dominique Colonna (Stade de Reims) en Richard Boucher (Toulouse FC) voor Frankrijk. |       |                                                                                                   |

### Derde ontmoeting
| EK 1976 kwalificatie (Reykjavik, IJsland, 25 mei 1975): |       |           |
| IJsland                                                 | 0 – 0 | Frankrijk |
|                                                         | goals |           |

### Vijfde ontmoeting
| EK 1988 kwalificatie (Reykjavik, IJsland, 10 september 1986): |       |           |
| IJsland                                                       | 0 – 0 | Frankrijk |
|                                                               | goals |           |

### Zevende ontmoeting
| EK 1992 kwalificatie (Reykjavik, IJsland, 5 september 1990): |              | |
| IJsland | 1 – 2        | Frankrijk |
| Atli Edvaldsson 83' | goals        | 12' Jean-Pierre Papin 76' Éric Cantona |
| Bo Johansson | bondscoach   | Michel Platini |
| Bjarni Sigurðsson Þorgrímur Þráinsson Atli Eðvaldsson Guðni Bergsson Sævar Jónsson Sigurdur Gretarsson Þorvaldur Ørlygsson 64' Pétur Ormslev 64' Ólafur Þórðarson Pétur Pétursson Arnór Guðjohnsen | opstellingen | Bruno Martini Manuel Amoros Basile Boli Franck Sauzée Bernard Casoni 77' Laurent Blanc Bernard Pardo Didier Deschamps Jean-Pierre Papin Christian Perez 84' Éric Cantona |
| Ragnar Margeirsson 64' Rúnar Kristinsson 64' | wissels      | 77' Jean-Philippe Durand 84' Luis Fernández |

### Achtste ontmoeting
| EK 1992 kwalificatie (Parijs, Frankrijk, 20 november 1991): |              | |
| Frankrijk | 3 – 1        | IJsland |
| Amara Simba 42' Éric Cantona 59' Éric Cantona 68' | goals        | 70' Eyjólfur Sverrisson |
| Michel Platini | bondscoach   | Ásgeir Elíasson |
| Bruno Martini Jocelyn Angloma Laurent Blanc Bernard Casoni 46' Manuel Amoros Didier Deschamps Luis Fernandez 68' Christian Perez Amara Simba Éric Cantona Pascal Vahirua | opstellingen | Birkir Kristinsson 81' Guðni Bergsson Pétur Ormslev Kristján Jónsson Valur Valsson Kristinn R. Jónsson Þorvaldur Örlygsson Arnór Guðjohnsen Baldur Bjarnason 56' Guðmundur Torfason Sigurður Grétarsson |
| Basile Boli 46' Jean-Philippe Durand 68' | wissels      | 56' Eyjólfur Sverrisson 81' Sævar Jónsson |
| | gele kaarten | 63' Sigurður Grétarsson |

### Tiende ontmoeting
| EK 2000 kwalificatie (Saint-Denis, Frankrijk, 9 oktober 1999): |              | |
| Frankrijk | 3 – 2        | IJsland |
| Ríkharður Daðason 17' (e.d.) Youri Djorkaeff 38' David Trezeguet 71' | goals        | 47' Eyjólfur Sverrisson 56' Brynar Gunnarsson |
| Roger Lemerre | bondscoach   | Guðjón Þórðarson |
| Bernard Lama Lilian Thuram Laurent Blanc Marcel Desailly Bixente Lizarazu Didier Deschamps Alain Boghossian 90' Zinédine Zidane Youri Djorkaeff Lilian Laslandes 67' Sylvain Wiltord 84' | opstellingen | Birkir Kristinsson Auðun Helgason Lárus Orri Sigurðsson 81' Pétur Marteinsson Hermann Hreiðarsson Eyjólfur Sverrisson Rúnar Kristinsson Brynjar Gunnarsson Þórður Guðjónsson 65' Helgi Sigurðsson 53' Ríkharður Daðason |
| David Trezeguet 67' Tony Vairelles 84' Patrick Vieira 90' | wissels      | 53' Eiður Guðjohnsen 65' Heiðar Helguson 81' Helgi Kolviðsson |
| | gele kaarten | 29' Rúnar Kristinsson 40' Helgi Sigurðsson 90' Heiðar Helguson |

### Elfde ontmoeting
| Vriendschappelijk (Valenciennes, Frankrijk, 27 mei 2012): |              | |
| Frankrijk | 3 – 2        | IJsland |
| Mathieu Debuchy 51' Franck Ribéry 85' Adil Rami 87' | goals        | 28' Birkir Bjarnason 34' Kolbeinn Sigþórsson |
| Laurent Blanc | bondscoach   | Lars Lagerbäck |
| Steve Mandanda Mathieu Debuchy Adil Rami Philippe Mexès Patrice Évra Yohan Cabaye 59' Yoann Gourcuff 75' Samir Nasri 60' Hatem Ben Arfa 59' Jérémy Ménez 75' Karim Benzema 60' | opstellingen | Hannes Halldórsson Hallgrímur Jónasson Kári Árnason Ragnar Sigurðsson 58' Hjörtur Valgarðsson Birkir Bjarnason 66' Eggert Jónsson Aron Gunnarsson Gylfi Sigurðsson 76' Rúrik Gíslason 46' Kolbeinn Sigþórsson |
| Alou Diarra 59' Olivier Giroud 59' Florent Malouda 60' Marvin Martin 60' Franck Ribéry 75' Mathieu Valbuena 75'                                                                | wissels      | 46' Eyjólfur Héðinsson 58' Ari Skúlason 66' Helgi Daníelsson 76' Jóhann Berg Guðmundsson |
| Philippe Mexès 24' | gele kaarten | 38' Ragnar Sigurðsson 54' Hjörtur Valgarðsson 66' Hannes Halldórsson |

### Twaalfde ontmoeting
| EK 2016 (Saint-Denis, Frankrijk, 3 juli 2016): |              | |
| Frankrijk | 5 – 2        | IJsland |
| Olivier Giroud 12' Paul Pogba 19' Dimitri Payet 42' Antoine Griezmann 45' Olivier Giroud 59'                                                                              | goals        | 56' Kolbeinn Sigþórsson 84' Birkir Bjarnason |
| Didier Deschamps | bondscoach   | Lars Lagerbäck en Heimir Hallgrímsson |
| Hugo Lloris Bacary Sagna Patrice Évra Laurent Koscielny 72' Samuel Umtiti Blaise Matuidi Dimitri Payet 80' Moussa Sissoko Paul Pogba Olivier Giroud 60' Antoine Griezmann | opstellingen | Hannes Halldórsson Ragnar Sigurðsson Birkir Sævarsson Ari Skúlason Birkir Bjarnason 46' Kári Árnason Aron Gunnarsson Jóhann Guðmundsson Gylfi Sigurðsson 83' Kolbeinn Sigþórsson 46' Jón Böðvarsson |
| André-Pierre Gignac 60' Eliaquim Mangala 72' Kingsley Coman 80' | wissels      | 46' Alfreð Finnbogason 46' Sverrir Ingi Ingason 83' Eiður Guðjohnsen |
| Samuel Umtiti 75' | gele kaarten | 58' Birkir Bjarnason |
| - Debuut van Samuel Umtiti (Olympique Lyonnais) voor Frankrijk. |              | |

FFF · A-internationals · Selecties · Bondscoaches · Frans vrouwenelftal · Olympisch elftal · Frankrijk U21 · Frankrijk U20 · Frankrijk U19 · Frankrijk U18 · Frankrijk U17 · Frankrijk U16 · Vrouwen U17
1904 – 1919 ·
1920 – 1929 ·
1930 – 1939 ·
1940 – 1949 ·
1950 – 1959 ·
1960 – 1969 ·
1970 – 1979 ·
1980 – 1989 ·
1990 – 1999 ·
2000 – 2009 ·
2010 – 2019 ·
2020 – 2029
EK's: 1984 · 
1992 · 
1996 · 
2000 · 
2004 · 
2008 · 
2012 · 
2016 · 
2020 · 
2024
WK's: 1930 · 
1934 · 
1938 · 
1954 · 
1958 · 
1966 · 
1978 · 
1982 · 
1986 · 
1998 · 
2002 · 
2006 · 
2010 · 
2014 · 
2018 · 
2022
OS: 1900 · 
1908 · 
1920 · 
1924 · 
1948 · 
1952 · 
1960 · 
1968 · 
1976 · 
1984 · 
1996 · 
2020
1904 · 
1905 · 
1906 · 
1907 · 
1908 · 
1909 · 
1910 · 
1911 · 
1912 · 
1913 · 
1914 · 
1915 · 1916 · 1917 · 1918 · 
1919 · 
1920 · 
1921 · 
1922 · 
1923 · 
1924 · 
1925 · 
1926 · 
1927 · 
1928 · 
1929 · 
1930 · 
1931 · 
1932 · 
1933 · 
1934 · 
1935 · 
1936 · 
1937 · 
1938 · 
1939 · 
1940 · 1941  · 
1942 · 
1943 · 1944  · 
1945 · 
1946 · 
1947 · 
1948 · 
1949 · 
1950 · 
1951 · 
1952 · 
1953 · 
1954 · 
1955 · 
1956 · 
1957 · 
1958 · 
1959 ·
1960 · 
1961 · 
1962 · 
1963 · 
1964 · 
1965 · 
1966 · 
1967 · 
1968 · 
1969 ·
1970 · 
1971 · 
1972 · 
1973 · 
1974 · 
1975 · 
1976 · 
1977 · 
1978 · 
1979 ·
1980 · 
1981 · 
1982 · 
1983 · 
1984 · 
1985 · 
1986 · 
1987 · 
1988 · 
1989 · 
1990 · 
1991 · 
1992 · 
1993 · 
1994 · 
1995 · 
1996 · 
1997 · 
1998 · 
1999 · 
2000 · 
2001 · 
2002 · 
2003 · 
2004 · 
2005 · 
2006 · 
2007 · 
2008 · 
2009 · 
2010 · 
2011 · 
2012 · 
2013 · 
2014 · 
2015 · 
2016 · 
2017 · 
2018 ·
2019 ·
2020 ·
2021 ·
2022 ·
2023
Albanië ·
Algerije ·
Andorra ·
Argentinië ·
Armenië ·
Australië ·
Azerbeidzjan ·
België ·
Bolivia ·
Bosnië en Herzegovina ·
Brazilië ·
Bulgarije ·
Canada ·
Chili ·
China ·
Colombia ·
Costa Rica ·
Cyprus ·
Denemarken ·
Duitse Democratische Republiek ·
Duitsland ·
Ecuador ·
Egypte ·
Engeland ·
Estland ·
Faeröer ·
Finland ·
Georgië ·
Gibraltar ·
Griekenland ·
Honduras ·
Hongarije ·
Ierland ·
IJsland ·
Iran ·
Israël ·
Italië ·
Ivoorkust ·
Jamaica ·
Japan ·
Joegoslavië ·
Kameroen ·
Kazachstan ·
Koeweit ·
Kroatië ·
Letland ·
Litouwen ·
Luxemburg ·
Malta ·
Marokko ·
Mexico ·
Moldavië ·
Nederland ·
Nieuw-Zeeland ·
Nigeria ·
Noord-Ierland ·
Noorwegen ·
Oekraïne ·
Oostenrijk ·
Paraguay ·
Peru · 
Polen ·
Portugal ·
Roemenië ·
Rusland ·
Saoedi-Arabië ·
Schotland ·
Senegal ·
Servië ·
Slovenië ·
Slowakije ·
Sovjet-Unie ·
Spanje ·
Togo ·
Tsjechië ·
Tsjecho-Slowakije ·
Tunesië ·
Turkije ·
Uruguay ·
Verenigde Staten ·
Wales ·
Wit-Rusland ·
Zuid-Afrika ·
Zuid-Korea ·
Zweden ·
Zwitserland
Albanië (2016) ·
Argentinië (2018) ·
Argentinië (2022) ·
Australië (2018) · 
België (1904) · 
België (2018) · 
Brazilië (1998) · 
Brazilië (2006) · 
Denemarken (2002) · 
Denemarken (2018) ·
Duitsland (2014) · 
Duitsland (2021) · 
Ecuador (2014) · 
Engeland (1982) · 
Engeland (2012) · 
Engeland (2022) ·
Honduras (2014) · 
Hongarije (2021) · 
Italië (2000) · 
Italië (2006) · 
Italië (2008) · 
Japan (2001) · 
Kameroen (2003) · 
Koeweit (1982) · 
Kroatië (2018) · 
Marokko (2022) ·
Mexico (2010) · 
Nederland (2008) · 
Nigeria (2014) ·
Noord-Ierland (1982) · 
Oekraïne (2012) · 
Oostenrijk (1982) · 
Peru (2018) · 
Polen (1982) · 
Polen (2022) ·
Portugal (2006) · 
Portugal (2016) ·
Portugal (2021) ·
Roemenië (2008) ·
Roemenië (2016) ·
Senegal (2002) · 
Spanje (1984) ·
Spanje (2006) ·
Spanje (2012) ·
Spanje (2021) ·
Togo (2006) ·
Tsjecho-Slowakije (1982) ·
Uruguay (2002) ·
Uruguay (2010) ·
Uruguay (2018) ·
Zuid-Afrika (2010) ·
Zuid-Korea (2006) ·
Zweden (2012) ·
Zwitserland (2006) ·
Zwitserland (2014) ·
Zwitserland (2016) ·
Zwitserland (2021)
KSÍ · A-internationals · Bondscoaches · Statistieken · IJslands vrouwenelftal · Olympisch elftal · IJsland U21 · IJsland U20 · IJsland U19 · IJsland U18 · IJsland U17 · IJsland U16 · Vrouwen U17
1946 – 1949 · 1950 – 1959 · 1960 – 1969 · 1970 – 1979 · 1980 – 1989 · 1990 – 1999 · 2000 – 2009 · 2010 – 2019 · 2020 − 2029
EK 2016
WK 2018
1946 · 1947 · 1948 · 1949 · 1950 · 1951 · 1952 · 1953 · 1954 · 1955 · 1956 · 1957 · 1958 · 1959 · 1960 · 1961 · 1962 · 1963 · 1964 · 1965 · 1966 · 1967 · 1968 · 1969 · 1970 · 1971 · 1972 · 1973 · 1974 · 1975 · 1976 · 1977 · 1978 · 1979 · 1980 · 1981 · 1982 · 1983 · 1984 · 1985 · 1986 · 1987 · 1988 · 1989 · 1990 · 1991 · 1992 · 1993 · 1994 · 1995 · 1996 · 1997 · 1998 · 1999 · 2000 · 2001 · 2002 · 2003 · 2004 · 2005 · 2006 · 2007 · 2008 · 2009 · 2010 · 2011 · 2012 · 2013 · 2014 · 2015 · 2016 · 2017 · 2018 · 2019 · 2020 · 2021 · 2022 · 2023 · 2024
Albanië ·
Andorra ·
Argentinië ·
Armenië ·
Azerbeidzjan ·
Bahrein ·
België ·
Bermuda ·
Bolivia ·
Bosnië en Herzegovina ·
Brazilië ·
Bulgarije ·
Canada ·
Chili ·
China ·
Cyprus ·
Denemarken ·
DDR ·
Duitsland ·
El Salvador ·
Engeland ·
Estland ·
Faeröer ·
Finland ·
Frankrijk ·
Georgië ·
Ghana ·
Griekenland ·
Guatemala ·
Honduras ·
Hongarije ·
Ierland ·
India ·
Iran ·
Israël ·
Italië ·
Japan ·
Kazachstan ·
Koeweit ·
Kosovo ·
Kroatië ·
Letland ·
Liechtenstein ·
Litouwen ·
Luxemburg ·
Malta ·
Mexico ·
Moldavië ·
Montenegro ·
Nederland ·
Nigeria ·
Noord-Ierland ·
Noord-Macedonië ·
Noorwegen ·
Oeganda ·
Oekraïne ·
Oostenrijk ·
Peru · 
Polen ·
Portugal ·
Qatar ·
Roemenië ·
Rusland ·
San Marino ·
Saoedi-Arabië ·
Schotland ·
Slovenië ·
Slowakije ·
Sovjet-Unie ·
Spanje ·
Trinidad en Tobago ·
Tsjechië ·
Tsjecho-Slowakije ·
Tunesië ·
Turkije ·
Venezuela ·
Verenigde Arabische Emiraten ·
Verenigde Staten ·
Wales ·
Wit-Rusland ·
Zuid-Afrika ·
Zuid-Korea ·
Zweden ·
Zwitserland
Argentinië (2018) ·
Engeland (2016) · 
Hongarije (2016) ·
Kroatië (2018) ·
Nigeria (2018) · 
Portugal (2016)